# Eulophiidae
Die Eulophiidae sind eine Fischfamilie aus der Gruppe der Aalmutterverwandten (Zoarcales). Die fünf Arten der Eulophiidae kommen im nordwestlichen Pazifik an den Küsten von Japan, Korea und des russischen Fernen Ostens vor.

## Systematik
Der Familienname Eulophiidae basiert auf die Bezeichnung Eulophiasinae für eine Unterfamilie der Schleimfische (Blenniidae), die im Jahr 1902 durch den US-amerikanischen Ichthyologen Hugh McCormick Smith zusammen mit der Beschreibung der Gattung Eulophias und ihrer Typusart Eulophias tanneri eingeführt wurde. Seine Kollegen David Starr Jordan und John Otterbein Snyder änderten sie im gleichen Jahr zu Eulophiinae.
Die Unterfamilie Eulophiinae, die zuerst den Schleimfischen, dann den Aalmuttern (Zoarcidae) oder den Stachelrücken (Stichaeidae) zugerechnet wurde, wurde im Dezember 2013 in den Familienrang erhoben, da die genetische Distanz von Eulophias zu anderen Aalmutterverwandten sehr hoch ist, vergleichbar mit der Distanz anderer Taxa auf Familienlevel. Die Eulophiidae sollen die Schwestergruppe von Aalmuttern und Seewölfen (Anarhichadidae) sein. Die Familie Eulophiidae wurde 2016 in der 5. Auflage von Fishes of the World, eines Standardwerkes zur Fischsystematik, anerkannt. Der russische Ichthyologe Radchenko stellt 2015 auch Azygopterus corallinus und Leptostichaeus pumilus in die Familie Eulophiidae, die somit drei Gattungen mit vier Arten umfasst. Die nahe Verwandtschaft der drei Gattungen gründet sich auf molekularbiologische Untersuchungen und wird noch nicht durch morphologische Merkmale gestützt. Alle Arten der Eulophiidae sind relativ kleine, langgestreckte Fische.

## Gattungen und Arten
- Gattung Azygopterus Andriashev & Makushok, 1955[6]
  - Azygopterus corallinus Andriashev & Makushok, 1955, Kurilen.[7]
- Gattung Eulophias  Smith, 1902[8]
  - Eulophias koreanus Kwun & Kim, 2012, Südküste Koreas.[9]
  - Eulophias spinosior Nakayama et al., 2023, Südküste Japans.[10]
  - Eulophias tanneri Smith, 1902, Pazifikküste des zentralen Honshu und Peter-der-Große-Bucht.[11]
- Gattung Leptostichaeus Miki, 1985[12]
  - Leptostichaeus pumilus Miki, 1985, Ochotskisches Meer, Norden des Japanischen Meeres und Nordküste von Hokkaidō.[13]